# Миноносцы типа «Отори»
Миноносцы типа «Отори» (яп. 鴻型水雷艇 Оторигата суйрайтэй) — тип японских миноносцев. Дальнейшее развитие типа «Тидори». В 1934—1937 годах было построено 8 кораблей этого типа.

## История создания и конструкция
Заказаны по судостроительной программе 1934 года. Изначально должны были принадлежать к типу «Тидори», но из-за инцидента с «Томодзуру» 12 марта 1934 года и выхода Японии 29 декабря того же года из всех договоров о ограничениях морских вооружений строились по значительно переработанному проекту.
Для дальнейшего улучшения остойчивости корпуса кораблей были сделаны значительно более длинными и широкими, а нормальное водоизмещение достигло 900 тонн (на 50 % больше исходного лимита в 610 тонн). Была установлена на 70 % более мощная силовая установка, что, впрочем, не дало значительного прироста скорости.
Вооружение было аналогичным устанавливаемому на корабли типа «Тидори» после модернизации, но отличалось использованием более современных орудий 120-мм/45 Тип 11, установкой 40-мм британского зенитного орудия и 3 вместо 2 торпедных аппаратов.
В 1934—1937 годах на японских верфях было построено 8 единиц этого типа. От закладки второй серии, для которой уже были присвоены имена, отказались в пользу строительства охотников за подводными лодками типа CH4.

## История службы
К началу Второй Мировой войны прошли модернизацию, аналогичную проведённой в это время на типе «Тидори»(снято кормовое 120-мм орудие, установлено 11 25-мм зенитных автоматов Тип 96, боекомплект глубинных бомб увеличен до 48).
В годы войны миноносцы этого типа входили в состав 1-го («Отори», «Касасаги», «Хиёдори», «Хаябуса») и 11-го («Кидзи», «Хато», «Саги», «Кари») дивизионов. 1-й дивизион базировался на Хайнань, а 11-й входил в состав Третьего флота. Использовались они как противолодочные корабли в составе конвоев и в 1943—1945 годах были потеряны почти в полном составе(четыре от торпед подводных лодок, три от ударов с воздуха).
Уцелел лишь «Кидзи», который был передан по репарациям Советскому Союзу и 19 июля 1947 года зачислен в состав ВМФ СССР под названием «Внимательный». Однако в связи с началом строительства эсминцев проекта 30-бис нужда в старом корабле отпала, и 21 октября 1947 он был выведен в резерв, позже использовался как корабль-цель «ЦЛ-27» и плавучая казарма «ПКЗ-96». 31 октября 1957 года исключён из списков и отправлен на слом.

## Представители
| Название                                   | Место постройки                   | Закладка             | Спуск на воду        | Вступление в строй    | Судьба |
| ------------------------------------------ | --------------------------------- | -------------------- | -------------------- | --------------------- | --- |
| Отори (яп. 鴻 лебедь)                      | Майдзуру, Япония                  | 8 ноября 1934 года   | 25 апреля 1935 года  | 10 октября 1936 года  | Потоплен 12 июня 1944 года северо-западнее Сайпана американской палубной авиацией                                                                             |
| Хиёдори (яп. 鵯 рыжеухий бульбуль)         | верфи Исикавадзима, Токио, Япония | 26 ноября 1934 года  | 25 октября 1935 года | 20 декабря 1936 года  | Торпедирован USS Gunnel 17 ноября 1944 года в Южно-Китайском море                                                                                             |
| Хаябуса (яп. 隼 сокол-сапсан)              | Йокогама, Япония                  | 19 декабря 1934 года | 28 октября 1935 года | 7 декабря 1936 года   | Потоплен 24 сентября 1944 года в море Сибуян американской авиацией                                                                                            |
| Касасаги (яп. 鵲 сорока)                   | верфи Сакурадзима, Осака, Япония  | 4 марта 1935 года    | 18 октября 1935 года | 15 января 1937 года   | Торпедирован USS Bluefish 26 сентября 1943 года в северо-западу от Новой Британии                                                                             |
| Кидзи (яп. 雉 фазан)                       | верфь «Мицуи», Тамано, Япония     | 24 октября 1935 года | 26 января 1937 года  | 31 июля 1937 года     | После войны передан СССР, переименован во «Внимательный». Позже использовался как корабль-цель «ЦЛ-27» и плавучая казарма «ПКЗ-96». В 1957 году сдан на слом. |
| Кари (яп. 雁 дикий гусь)                   | Йокогама, Япония                  | 11 мая 1936 года     | 20 января 1937 года  | 20 сентября 1937 года | Торпедирован USS Baya 16 июля 1945 года в Яванском море |
| Саги (яп. 鷺 цапля)                        | Харима, Япония                    | 20 мая 1936 года     | 30 января 1937 года  | 31 июля 1937 года     | Торпедирован USS Gunnel 8 ноября 1944 года западнее острова Лусон                                                                                             |
| Хато (яп. 鳩 голубь)                       | верфи Исикавадзима, Токио, Япония | 28 мая 1936 года     | 25 января 1937 года  | 7 августа 1937 года   | Потоплен 16 октября 1944 года американской авиацией в Гонконге                                                                                                |
| Хацутака (яп. 初鷹)                        | Не закладывался                   | Не закладывался      | Не закладывался      | Не закладывался       | Не закладывался |
| Аотака (яп. 蒼鷹)                          | Не закладывался                   | Не закладывался      | Не закладывался      | Не закладывался       | Не закладывался |
| Вакатака (яп. 若鷹)                        | Не закладывался                   | Не закладывался      | Не закладывался      | Не закладывался       | Не закладывался |
| Куматака (яп. 熊鷹 японский хохлатый орёл) | Не закладывался                   | Не закладывался      | Не закладывался      | Не закладывался       | Не закладывался |
| Ямадори (яп. 山鳥 японский медный фазан)   | Не закладывался                   | Не закладывался      | Не закладывался      | Не закладывался       | Не закладывался |
| Мидзудори (яп. 水鳥 водоплавающая птица)   | Не закладывался                   | Не закладывался      | Не закладывался      | Не закладывался       | Не закладывался |
| Умидори (яп. 海鳥 морская птица)           | Не закладывался                   | Не закладывался      | Не закладывался      | Не закладывался       | Не закладывался |
| Комадори (яп. 駒鳥 японская малиновка)     | Не закладывался                   | Не закладывался      | Не закладывался      | Не закладывался       | Не закладывался |